# Naddawki Falenckie
Naddawki Falenckie (dawn. Falęcin-Naddawki) – dawniej część wsi Falęcin, od 1961 część miasta Milanówek, w województwie mazowieckim, w powiecie grodziskim. Leżą w północno-wschodniej części miasta, w rejonie ulicy Czubińskiej, przy samej granicy miasta z Grudowem.

## Historia
Do 1954 była to południowa część wsi Falęcin w gminie Helenów w powiecie błońskim, która 20 października 1933 utworzyła gromadę Falęcin w granicach gminy Helenów. Od 12 marca 1948 w powiecie grodziskomazowieckim, a od 1 lipca 1952 w powiecie pruszkowskim.
W związku z reformą administracyjną państwa jesienią 1954 wraz z Falęcinem weszły w skład nowo utworzonej gromady Brwinów w powiecie 	
pruszkowskim.
31 grudnia 1961 Falęcin-Naddawki wyłączono z gromady Brwinów włączając je do miasta Milanówek w tymże powiecie i województwie.